# Luka Vešner Tičić
Luka Vešner Tičić (25 de octubre de 2000) es un futbolista esloveno que juega en la demarcación de defensa para el F. C. Pari Nizhniy Novgorod de la Liga Premier de Rusia.

## Selección nacional
Tras jugar en las categorías inferiores de la selección, finalmente hizo su debut con la selección absoluta de Eslovenia el 20 de enero de 2024 contra Estados Unidos en un partido amistoso que finalizó con un resultado de 0-1 a favor del combinado esloveno tras el gol de Nejc Gradišar.

## Clubes
| Club                        | País      | Año       | Partidos | Goles |
| --------------------------- | --------- | --------- | -------- | ----- |
| ND Ilirija 1911             | Eslovenia | 2018-2019 | 8        | 0     |
| NK Krka                     | Eslovenia | 2019-2021 | 43       | 5     |
| F. C. Koper                 | Eslovenia | 2021-2024 | 103      | 5     |
| F. C. Pari Nizhniy Novgorod | Rusia     | 2024-     | 27       | 0     |

## Palmarés

### Títulos nacionales
| Título            | Club        | País      | Año  |
| ----------------- | ----------- | --------- | ---- |
| Copa de Eslovenia | F. C. Koper | Eslovenia | 2022 |